# Maginot-Linie
Schlacht um die Niederlande

Maastricht – Mill – Den Haag – Rotterdam – Zeeland – Grebbeberg – Afsluitdijk – Bombardierung von Rotterdam
Invasion von Luxemburg

Schusterlinie
Schlacht um Belgien

Fort Eben-Emael – K-W-Linie – Dyle-Plan – Hannut – Gembloux – Lys
Schlacht um Frankreich

Ardennen – Sedan – Maginot-Linie – Weygand-Linie – Arras – Boulogne – Calais – Dünkirchen (Dynamo – Wormhout) – Abbeville – Lille – Paula – Fall Rot – Aisne – Westalpen – Cycle – Saumur – Lagarde – Aerial – Fall Braun

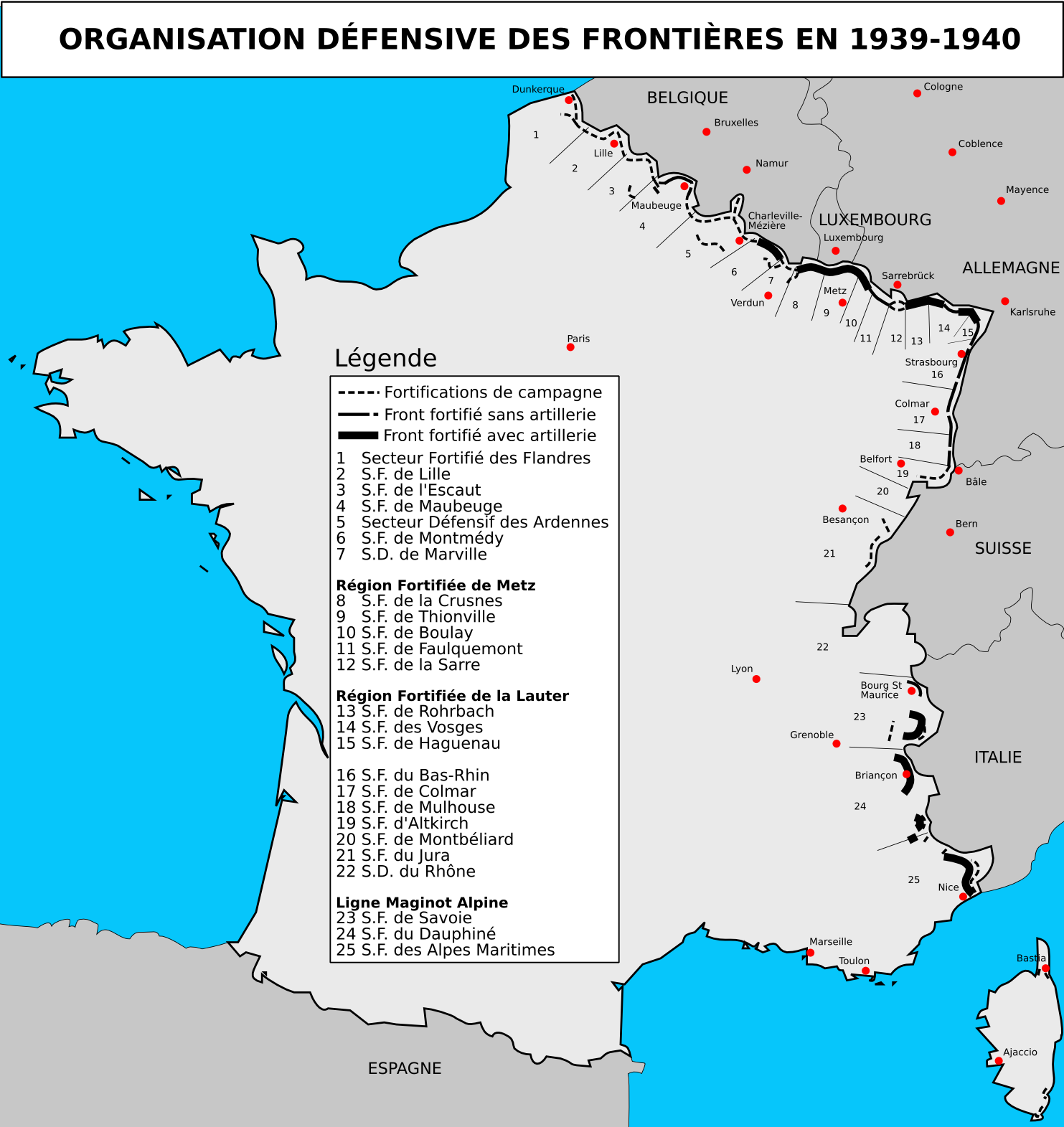
Karte der Maginot-Linie

Die Maginot-Linie ([maʒi'noː], französisch Ligne Maginot) war ein aus einer Linie von Bunkern bestehendes Verteidigungssystem entlang der französischen Grenze zu Belgien, Luxemburg, Deutschland und Italien. Das System ist benannt nach dem französischen Kriegsminister André Maginot. Es wurde von 1930 bis 1940 gebaut, um Angriffe aus diesen Nachbarländern bzw. die über deren Territorien eventuell angreifenden Hegemonialmächte Deutschland und Italien zu verhindern bzw. abzuwehren. Darüber hinaus wurde die Südspitze Korsikas befestigt.
Meist wird nur der Teil entlang der deutschen Grenze als Maginot-Linie bezeichnet, während man für die Hälfte zu Italien den Begriff Alpin-Linie gebraucht.
Die Idee einer solchen Verteidigungslinie gab es schon direkt nach dem Deutsch-Französischen Krieg 1871. 1874 begannen die Franzosen mit dem Bau der Barrière de fer („Eiserne Barriere“), die aus zahlreichen Festungen, Forts und anderen ähnlichen Bauwerken bestand. Diese waren gemauert und erwiesen sich den 1890 aufkommenden Brisanzgranaten als nicht gewachsen.
Die Deutschen hatten in der zweiten Hälfte des Ersten Weltkriegs die Siegfriedstellung (= Hindenburglinie) gebaut, um ihre Front zu verkürzen, um Material und Menschen zu sparen und der zunehmenden alliierten Überlegenheit nach dem amerikanischen Kriegseintritt standhalten zu können.
Die Alliierten konnten dieses Defensivbauwerk erst durch die Maas-Argonnen-Offensive (26. September bis 11. November 1918 im Verdun-Sektor) stellenweise durchbrechen. Die Maginot-Linie sollte ein ähnliches Defensivbauwerk werden.

## Vorgeschichte des französischen Festungsbaus
Der Bau von defensiven Festungsbauten hat in Frankreich eine lange Tradition. Historisch geprägt wurde dieser Ansatz einer Verteidigung vor allem durch Sébastien Le Prestre de Vauban. Sie verhinderten über Jahrhunderte eine Einnahme.
Insbesondere bei der Auswertung der Schlachten des Ersten Weltkriegs kamen viele Militärplaner zu dem Schluss, dass man einem zukünftigen Krieg mit einer starken Landesbefestigung nahe den Grenzen begegnen müsse. So entstanden ausgedehnte Festungssysteme in Deutschland (Oder-Warthe-Bogen, Westwall, Pommernwall), Italien (Vallo Alpino), Schweiz (Schweizer Réduit), Tschechoslowakei (Tschechoslowakischer Wall), Jugoslawien, Polen, Sowjetunion (Stalin-Linie), Griechenland (Metaxas-Linie) und weiteren europäischen Ländern.
Die Vorbilder der französischen Festungsbauten hatten dabei in der Regel einen großen Einfluss.

## Geschichte

### Planung und Bau

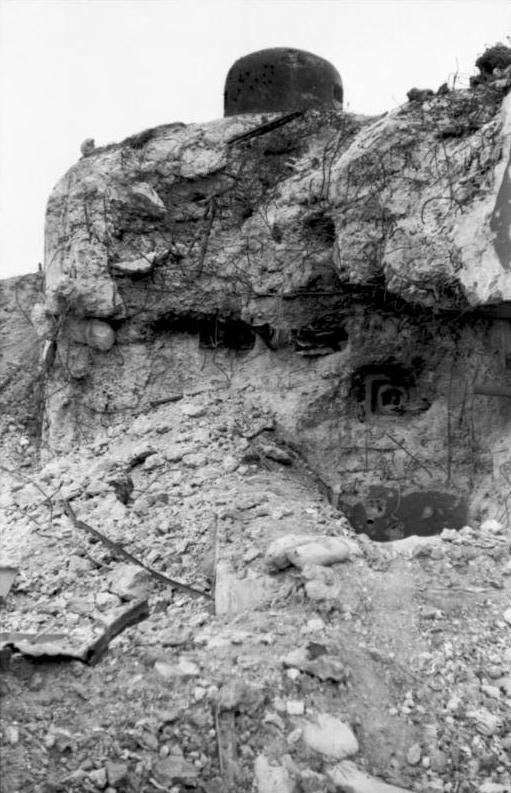
Zerstörter Bunker bei Arras im Mai 1940

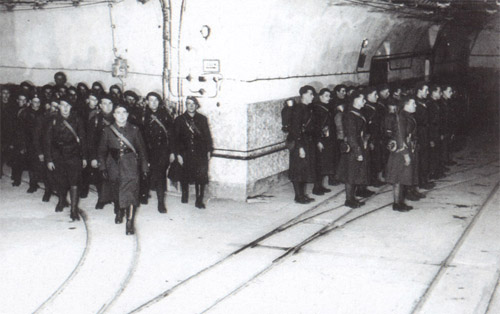
Soldaten in einem Bunker der Maginot-Linie 1939

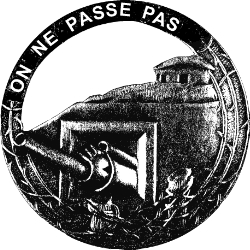
Abzeichen der Festungstruppen der Maginot-Linie mit dem Motto „On Ne Passe Pas“ (frei übersetzt: „Kein Durchkommen“)

Ein Hauptgrund für die defensive Ausrichtung Frankreichs gegenüber Deutschland lag in der Bevölkerungsentwicklung: So fiel es Frankreich aufgrund seiner stagnierenden Bevölkerungszahl bereits während der Jahrzehnte nach 1870 zunehmend schwerer, ein gegebenenfalls auch offensiv ausgerichtetes Massenheer auf einer zahlenmäßigen Höhe zu unterhalten, die es mit dem expandierenden Nachbarn Deutschland aufnehmen konnte. Horrende Kriegsverluste in den Jahren 1914–1918 – rund 1,3 Millionen Franzosen starben – verschlechterten Frankreichs Position gegenüber dem Nachbarland weiter, das mit knapp 70 Millionen fast 30 Millionen mehr Einwohner zählte als Frankreich. Unmittelbar nach dem Ende des Ersten Weltkriegs beauftragte die französische Regierung (1917–1920 unter Georges Clemenceau) den Generalstab mit einer Studie zur Verteidigung der französischen Grenzen, um nach den Erfahrungen des Jahres 1914 gegen eine eventuelle erneute deutsche Invasion gewappnet zu sein. Die bekanntesten an der Studie Beteiligten waren die Marschälle Ferdinand Foch, Philippe Pétain und Joseph Joffre. Foch war gegenüber statischen Verteidigungssystemen abgeneigt, Joffre sprach sich für eine Lösung nach dem Vorbild der Festungen von Verdun, Toul und Épinal aus, Pétain bevorzugte eine lineare und befestigte Front. Anhänger und Gegner einigten sich schließlich auf das Konzept der Festigungsgebiete (régions fortifiées): Gebiete, bei denen man einen Angriff befürchtete, sollten stark befestigt werden, während Gebiete, die durch ihre Topographie geschützt sind, weniger befestigt werden.
Paul Painlevé, von November 1925 bis Juli 1929 Kriegsminister, rief zwei Kommissionen ins Leben: Die Kommission zur Verteidigung der Grenzen (Commission de défense des frontières – CDF) mit dem Auftrag, die allgemeine Linienführung sowie Organisation zu planen und einen Kostenvoranschlag abzugeben, sowie die Kommission zur Organisation der Festigungsgebiete (Commission d’organisation des régions fortifiées – CORF), welche die Ergebnisse der CDF zur praktischen Umsetzung vorbereiten sollte.
Anfang 1929 wurde das Konzept der CORF vom Ministerrat angenommen. Painlevé übergab im Juli 1929 sein Amt an seinen Nachfolger André Maginot. Maginot legte das Programm dem Parlament als Gesetzentwurf vor und ließ am 14. Januar 1930 offen darüber abstimmen. Über 90 Prozent der Abgeordneten stimmten dem zu. Ausschlaggebend für die Entscheidung zum Bau der Maginot-Linie dürfte die erfolgreiche Verteidigung Frankreichs am Festungsring von Verdun gewesen sein. Diesen konnten die deutschen Truppen 1916 nicht durchbrechen.
Maginot starb im Januar 1932 überraschend.
Die wichtigsten Teile der Linie wurden bis 1936 gebaut. Mit der steigenden Bedrohung durch das Deutsche Reich wuchs die Einsicht in die Notwendigkeit des Vorhabens. Die Kosten betrugen offiziell insgesamt 5 Milliarden alte Französische Francs. Im November 1936 galten 1000 Kilometer Maginot-Linie als fertiggestellt.
Bei den Planungen wurde die Möglichkeit eines massiven gegnerischen Panzerangriffs nicht bedacht oder ignoriert. Die Verteidigungsanlagen wurden basierend auf Erfahrungen aus dem vorherigen Krieg nur zur Abwehr von Infanterieangriffen geplant. Als wichtigste Elemente der Maginot-Linie sollten neu entwickelte Artilleriewerke mit ausfahrbaren Geschütztürmen fungieren, die, mit Kanonen des Kalibers 75 mm und Haubitzen des Kalibers 135 mm bestückt, im Abstand von zehn Kilometern stehen sollten. Der Zwischenraum zwischen den Artilleriewerken sollte durch leichtbewaffnete Infanteriewerke und Kasematten geschützt werden. Insgesamt war die Verteidigungslinie mit nur 344 Geschützen und 500 Panzerabwehrkanonen – bezogen auf die Gesamtlänge – artilleristisch eher dürftig ausgestattet. Die einzelnen Anlagen wurden mit eigener Energieversorgung und Lüftungssystem ausgestattet. Größere Artilleriewerke hatten elektrisch betriebene Feldbahnen. Bis zu 20.000 Arbeiter waren Anfang der 1930er-Jahre (während der Weltwirtschaftskrise) beim Bau der Maginotlinie eingesetzt. 1935 wurde Maurice Gamelin Chef des französischen Generalstabs. Eine Bestandsaufnahme ergab, dass die Kosten viel höher waren als veranschlagt. Gamelin selbst war kein Freund einer starken Befestigung, er reduzierte die Pläne und man beschloss insbesondere an der belgischen Grenze, im Maas-Gebiet, nur kleine Infanterie-Bunker und leichte Sperren aus Stacheldraht und Eisenbahnschienen gegen Infanterie- und Panzerangriffe zu bauen. In Anbetracht des deutschen Angriffs im Ersten Weltkrieg ist diese Entscheidung schwer nachvollziehbar. 1938, nach dem „Anschluss“ Österreichs und dem Münchner Abkommen erwartete das französische Militär, dass Deutschland bald einen Krieg beginnt. Man stellte fest, dass große Lücken in der Maginot-Linie existierten. Um diese Lücken zu schließen, begann man ein Programm zum Bau von kleinen Bunkern und Kasematten, wegen finanzieller Schwierigkeiten wurden nur wenige gebaut.
Bis 1940 wurden 108 Artilleriewerke gebaut, davon fast die Hälfte an der Grenze zu Italien. Die Maginot-Linie war aber, anders als in der französischen und deutschen Propaganda dargestellt, keine durchgehende Verteidigungslinie. Vielmehr bestand sie aus einer Vielzahl eigenständiger und isolierter Befestigungsbauwerke. Die Infanteriewerke hatten Besatzungen von etwa 100 Soldaten, kleinere Artilleriewerke hatten 150–200 Mann, in größeren waren bis zu 600 Mann stationiert.
Ein entscheidender Nachteil der Maginot-Linie bestand darin, dass sie viel zu personalintensiv war. Eine bis zur Nordsee durchgehende Maginot-Linie hätte aufgrund des hohen Personalbedarfs einen Großteil des französischen Heeres gebunden und Offensivaktionen unmöglich gemacht. Deshalb wurde die Verteidigungsanlage nur bis Sedan voll ausgebaut. Einzelne Abschnitte, beispielsweise an der Maas, waren, wie oben beschrieben, wegen finanzieller Restriktionen ganz ohne Artilleriewerke gebaut worden. Die Abschnitte zwischen Sedan und Lauterbourg waren sehr stark befestigt, auf der Rheinseite waren zu Kriegsbeginn allerdings noch nicht überall die Ausrüstungen eingetroffen, so dass hier die Stellungen ungenügend ausgerüstet waren. Hinzu kam, dass die Bunkerlinie nicht überall fertig wurde. Im Jura befinden sich Kasematten, deren Schalung bis heute nicht entfernt wurde. Wegen der hohen Kosten der Werke im Elsass mussten andere Abschnitte vernachlässigt werden. Teilweise wurden sogar eiserne Schilderhäuser aus dem Ersten Weltkrieg einbetoniert und zu Beobachtungsständen umfunktioniert, wie in der Sundgau-Stellung. In Wissembourg wurde sogar der Pulverturm aus dem 13. Jahrhundert ertüchtigt durch den Einbau einer Maschinengewehrstellung.

#### Die wasserbewehrte Maginot-Linie
Ein Teil der Maginot Linie zwischen Lothringen und dem Saargebiet um die Gemeinden Hoste, Sarralbe und Wittring war nicht mit Festungen geschützt, sondern sollte durch kontrollierte Überschwemmungen vor feindlichen Angriffen geschützt werden. Der französische Name war zuerst Troué de la Sarre (Saarlücke), später La Ligne Maginot Aquatique. Die Landschaft wird von breiten, flachen Tälern geprägt, die geflutet werden sollten. Dazu wurden Stauseen an den Bächen angelegt bei Puttelange, heute Puttelange-aux-Lacs, Holst, Diefenbach und weitere kleinere Seen in den Tälern von Moderbach, Alb und Saar. Nach dem deutschen Angriff im Mai 1940 wurden die Wehre geöffnet und die Täler überflutet, das Wasser stand ca. 1 m hoch und floss nur langsam ab. Es entstand beträchtlicher Schaden an landwirtschaftlichen Flächen und Gebäuden, in manchen Gemeinden mussten die Einwohner mit Booten zu ihren Häusern fahren. Nach dem Krieg wurden viele der Stauseen in Freizeitgelände umgewandelt, in Sarrealbe gibt es ein Museum, welches die Geschichte dokumentiert.

#### Technische Probleme beim Bau der Festungen
Beim Bau der Artilleriewerke, den größten Festungen, mussten zwei Schwierigkeiten gemeistert werden: die Wasserführung im Boden und die enormen Mengen Beton, die benötigt wurden. Da die Bauwerke bis zu 30 m Tiefe in den Boden reichen, musste Vorsorge gegen Wasser im Untergrund getroffen werden. Beim Bau von Schoenenbourg baute man zunächst Brunnen unter das Fundament, die das Wasser sammeln und über einen Kanal am Fuß des Hügels ausleiten. Beim Bau der Festung Anzeling trat ein Wassereinbruch mit bis zu 10 m³ pro Stunde ein, der behandelt werden musste. Der Block 1 von Hochwald sackte nach dem Bau ab, weil Wasser das Fundament unterspült hatte. Die enormen Mengen Betons, die zum Bau notwendig waren, wurden in einem in der Nähe errichteten Betonwerk hergestellt, die Rohstoffe Sand, Kies und Zement mussten in ausreichender Menge vorhanden sein. Der Guss in die Schalungen mit den Armierungen musste zeitgerecht ausgeführt werden. Beim Bau von Hochwald goss man zuerst die Fundamente und die tiefen Etagen und danach die oberen mit ihrer dicken Schutzdecke. Diese zweite Phase dauerte 72 Stunden und durfte nicht unterbrochen werden.

#### Lokale Auswirkungen des Baus der Maginot-Linie
Am Beispiel von Lembach im Nordelsass kann man die Auswirkungen des Baus der Maginot-Linie auf die betroffenen Gemeinden sehen. Lembach war in den 1920er Jahren eine kleine, bäuerliche Gemeinde von ca. 1500 Einwohnern. In Lembach selbst wurde die Festung Four à Chaux und ganz in der Nähe, bei Drachenbronn, die Ouvrage du Hochwald, zwei Artilleriewerke, gebaut. Die Bauarbeiten wurden von der Gesellschaft Compagnie Générale d'Orléans von 1930 bis 1935 durchgeführt. Diese stellte einige hundert Arbeiter in Lembach ein. Die Arbeiter wohnten in Baracken und wurden in Kantinen verpflegt, die von Einheimischen betrieben wurden. Die Ingenieure wohnten meist in Hotels und Pensionen. Lokale Handwerker und Transportunternehmen arbeiteten mit. Dies führte zu einem Aufschwung der örtlichen Wirtschaft. Die Einwohnerzahl stieg von 1498 im Jahr 1931 auf 1800 im Jahr 1936 und sank dann bis 1946 wieder auf 1555. Um Spionage zu verhindern, wurde der Bau durch das Militär streng überwacht, allerdings gingen viele Baupläne bei den ausführenden Firmen verloren.

### Verlauf des Krieges an der Maginot-Linie

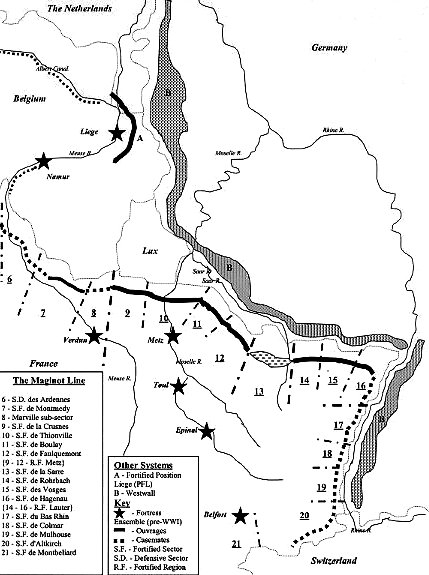
Karte der Maginot-Linie im Elsass

Die deutschen Angriffsspitzen zielten beim Angriff auf Frankreich 1940 auf die Schwachpunkte der Linie. Ein Teil der Wehrmachtsverbände nahm, ähnlich dem alten Schlieffenplan aus dem Ersten Weltkrieg, den Weg durch Belgien und umging damit die gesamte Linie, während die Hauptangriffsspitze die Linie an einem nur schwach ausgebauten Teilstück in den Ardennen entscheidend durchstieß.
Die Alliierten erwarteten, dass die deutschen Angreifer aufgrund der Befestigungen gezwungenermaßen den Weg durch Belgien nehmen würden, und verlegten einen Großteil ihrer besten Verbände nach Belgien. Als die französische 1. Armee, die belgische Armee und die British Expeditionary Force dort auf die Wehrmacht trafen, bestärkte sie das in der Ansicht, der deutsche Angriff würde wieder durch Belgien erfolgen – während die schnellen Panzerdivisionen der Deutschen unerwartet durch die kaum verteidigten Ardennen brachen und die Maginot-Linie bei Sedan umgingen. Die Masse der alliierten Armeen, in Belgien und Nordfrankreich stehend, wurde durch diesen „Sichelschnitt“ genannten Durchbruch deutscher Panzerverbände in Richtung Kanal eingeschlossen. Über 300.000 britische und französische Soldaten, die bereits bei Dünkirchen eingeschlossen waren, konnten in der Operation Dynamo über den Ärmelkanal nach England evakuiert werden (sogenanntes Wunder von Dünkirchen). Die Verzögerung des Angriffs auf die eingeschlossenen alliierten Truppen (siehe Haltebefehl) sollte sich später als ein entscheidender Fehler der Deutschen herausstellen. Frankreich musste kapitulieren, nachdem der Aufbau einer neuen Verteidigungslinie gescheitert war: Die dem Land verbliebenen Kräfte waren insgesamt zu schwach.

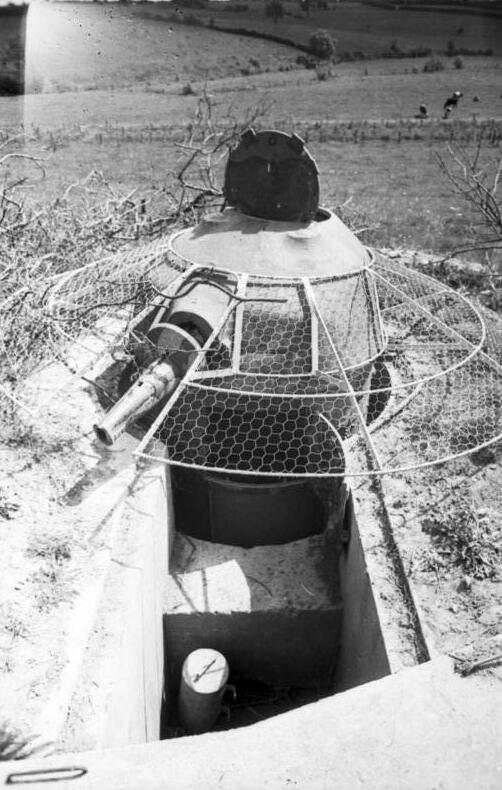
Zerstörter Panzerturm nach der Eroberung durch die Wehrmacht im Mai 1940

Angegriffene Befestigungen hielten dem Bombenabwurf durch Stukas, dem direkten Beschuss mit 8,8-cm-Flak und dem Einsatz von Hohlladungen meist nicht lange stand. Häufig mussten die Besatzungen in Infanteriewerken ohne Geschütze hilflos zusehen, wie die Deutschen ihre Geschütze heranzogen und außer Schussweite französischer Maschinengewehre mit dem direkten Beschuss begannen.
Der Widerstand dauerte häufig nicht länger als 48 Stunden, da dann alle MGs und Panzerabwehrkanonen (Paks) zerstört waren und sich die Lüftung als Schwachpunkt herausstellte, da sie häufig ausfiel. So kam etwa die 107 Mann starke Besatzung des Infanteriewerks von La Ferté im Abschnitt Montmédy trotz Gasmasken durch angestaute giftige Explosionsgase um. Beide Bunker hatten keine Geschütze und konnten daher von den Angreifern schnell außer Gefecht gesetzt werden. Die Franzosen waren dann in tiefere Bereiche des Infanteriewerks geflohen und dort erstickt.
Allerdings gilt die Verwundbarkeit der Bauwerke nicht für die Artilleriewerke, also die größten Befestigungen, wie man am Beispiel der Ouvrage de Schoenenbourg sieht. Ab dem 14. Mai 1940 bis zum Waffenstillstand im Juni 1940 wurde die Festung von Deutschland beschossen. Zum Einsatz kamen ein 28 cm Eisenbahngeschütz, ein 42 cm Skoda-Mörser und diverser Geschütze von kleinerem Kaliber, insgesamt mehr als 3000 Treffer. Außerdem trafen 160 Fliegerbomben die Festung. Es gab leichtere Schäden, ein Soldat kam ums Leben, die Festung blieb intakt bis zum Schluss.

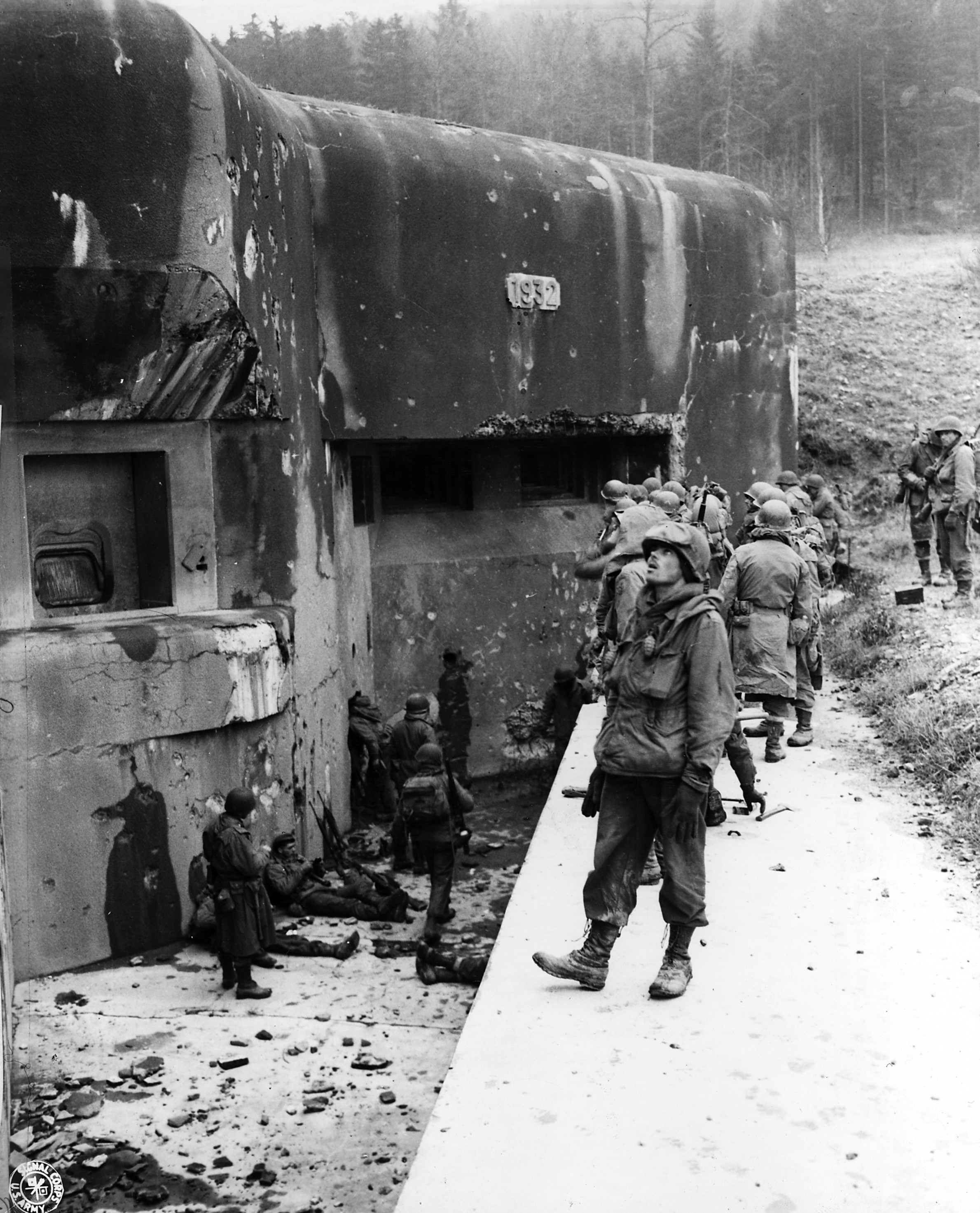
US-amerikanische Truppen erreichen die Maginot-Linie (1944)

Auf vielen Werken der Maginot-Linie wehte auch nach dem Zeitpunkt der Kapitulation noch die französische Flagge – seitens der Wehrmacht wurde kein Versuch unternommen, sie einzunehmen. Die deutschen Truppen begnügten sich damit, die einzelnen Bunker und Werke voneinander abzuschneiden, die Besatzungen in ihren Anlagen einzuschließen und damit effektiv zu neutralisieren. Wahrscheinlich hätten Teile der Linie noch monatelang aushalten können, was jedoch angesichts der Besetzung Frankreichs sinnlos gewesen wäre. Einige der Kommandanten verschiedener Werke, darunter der des Four à Chaux, weigerten sich dennoch – getreu ihrem überholten und dann erkennbar sinnlos gewordenem Motto: „Und sie kommen nicht durch!“ – der Kapitulation Folge zu leisten und die Forts an die Wehrmacht zu übergeben. In einem Tagesbefehl vom 1. Juli 1940 würdigte der Oberbefehlshaber Frankreichs, General Maxime Weygand, die 22.000 verbliebenen und somit gebundenen Verteidiger der nunmehr bedeutungslos gewordenen Maginot-Linie.

### Die Maginot-Linie heute
Viele Werke (frz.: ouvrage) der Maginot-Linie kann man heute geführt besichtigen. Es werden auch regelmäßig Führungen in deutscher Sprache angeboten. Die Unterhaltung stellt zivilgesellschaftliches Engagement seit den 1970er Jahren sicher. Zumeist gibt es auch permanente Ausstellungen zu zeitgenössischen Uniformen, persönlicher Ausrüstung und Bewaffnung.
Als Referenzobjekte können gelten (von Nord nach Süd):
- La Ferté südlich von Sedan, eines der wenigen Forts, das von deutschen Truppen unmittelbar kampfmäßig erobert wurde.
- Fort de Fermont nahe Longuyon mit Kasemattenbahn.
- Fort Hackenberg, eine der größten Bunkeranlagen der Maginot-Linie; diente als Prototyp für weitere Festungsanlagen der Maginot-Linie. Sie hatte eine eigene Kasemattenbahn; diese wird heute betriebsfähig zum Transport der Besucher eingesetzt.
- Fort Michelsberg, das Artilleriewerk liegt im Festungssektor Boulay zwischen Dalstein und Ébersviller in der Nähe des Fort Hackenberg (F57320).
- Fort Casso bei Rohrbach-lès-Bitche, ein Infanteriewerk, 8 km von der deutschen Grenze entfernt.
- Fort Simserhof nahe Bitche (dt. Bitsch).
- Four à Chaux (Fort Kalkofen) nahe dem Dorf Lembach südwestlich von Wissembourg.
- Fort de Schoenenbourg nahe dem Dorf Schoenenbourg südlich von Wissembourg (Weißenburg).
- Kasematte Marckolsheim (Mémorial-Musée) südöstlich von Sélestat (Schlettstadt).

Die Ouvrage du Hochwald wurde nach dem Krieg in eine Radarstation der französischen Luftstreitkräfte ausgebaut und blieb bis 2015 in Betrieb. Auch 2023 wird die Anlage militärisch genutzt und ist Sperrgebiet.
Ein Gegenstück zur Maginot-Linie erbaute Deutschland Ende der 1930er-Jahre in Form des Westwalls. Ebenfalls nach dem Vorbild der Maginot-Linie entstand von 1935 bis 1939 der Tschechoslowakische Wall.

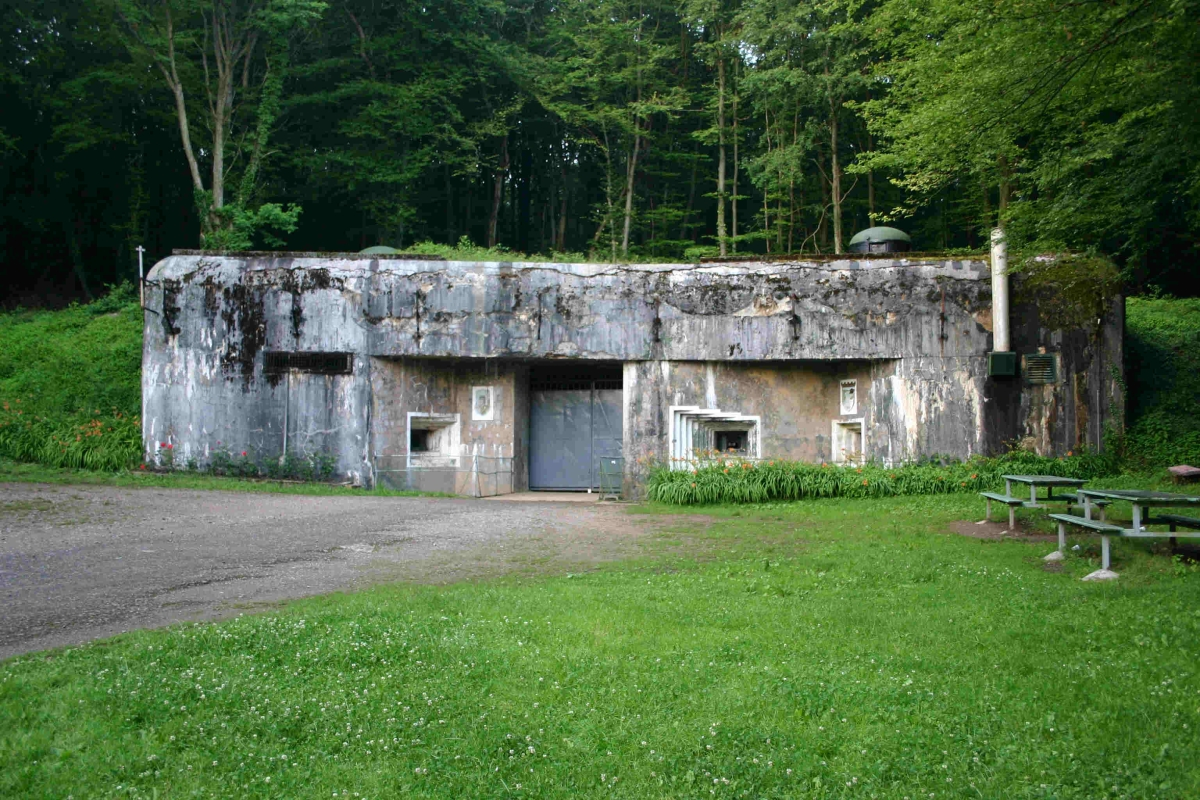
Der Eingang des Forts Michelsberg
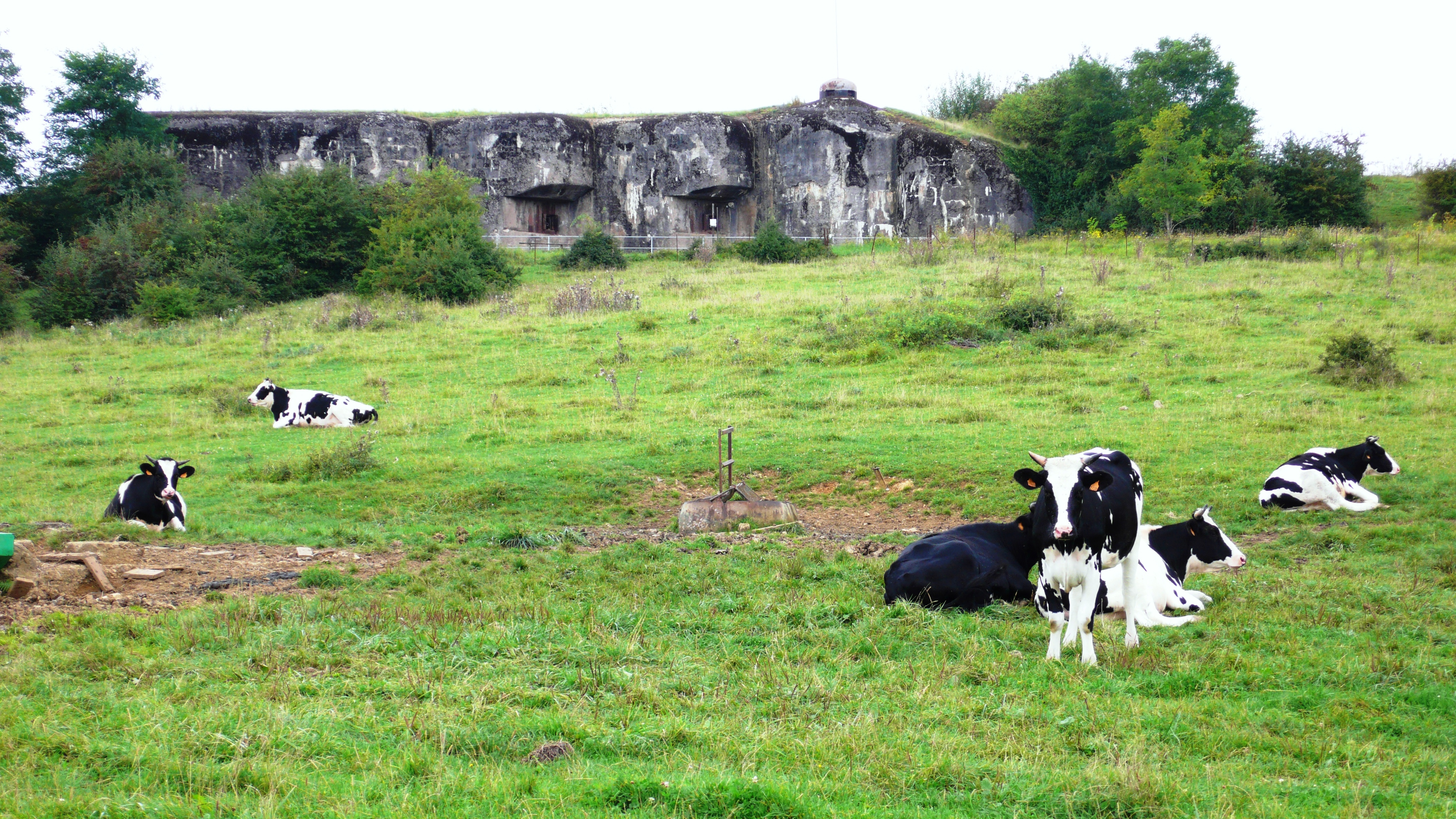
Fort de Fermont bei Longuyon
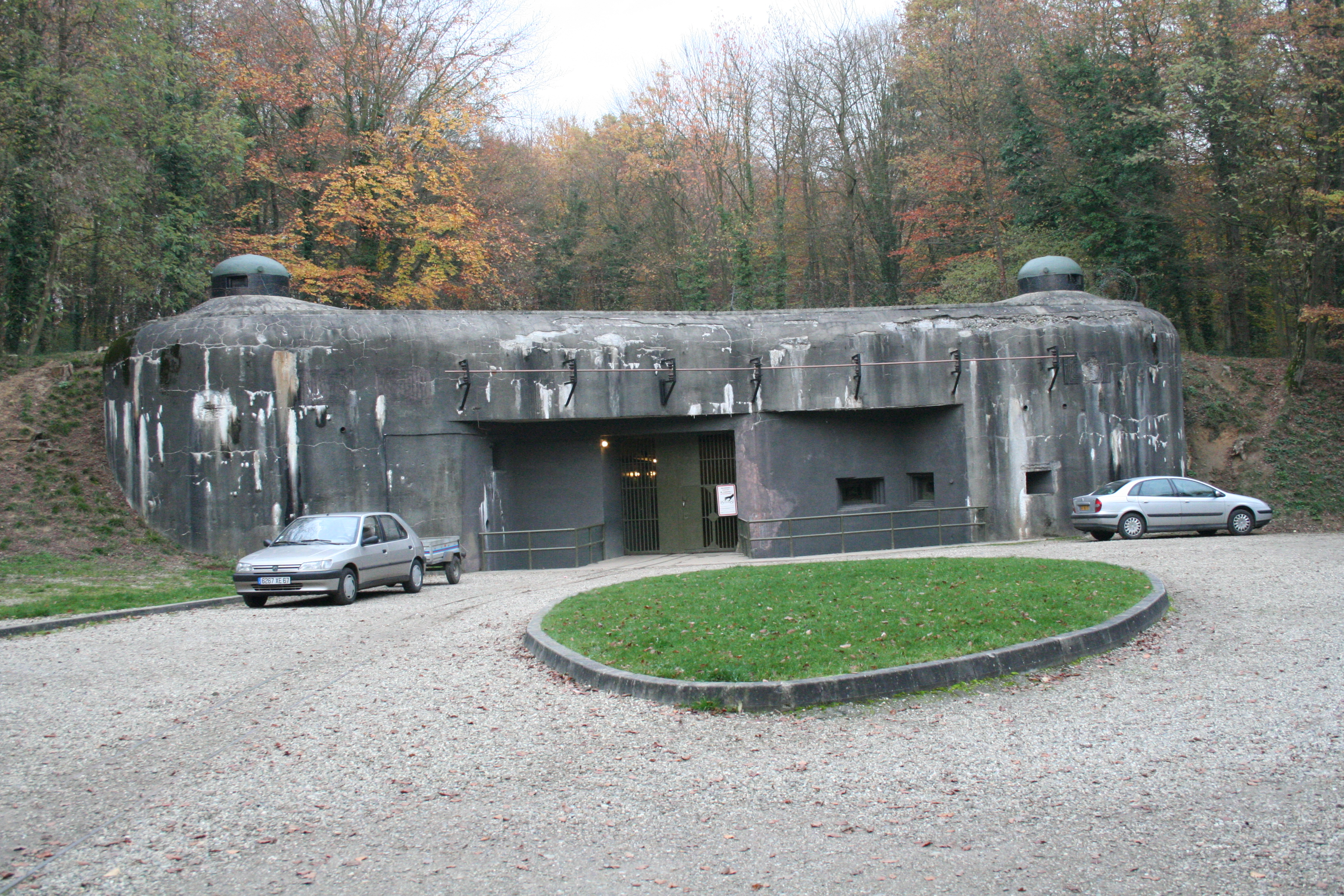
Eingang zum Artilleriewerk Schoenenbourg
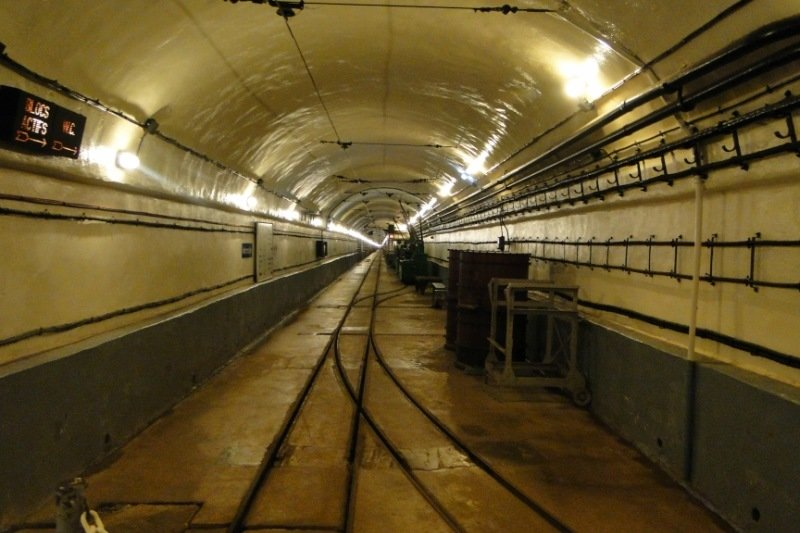
Der Haupttunnel in Fort Schoenenbourg
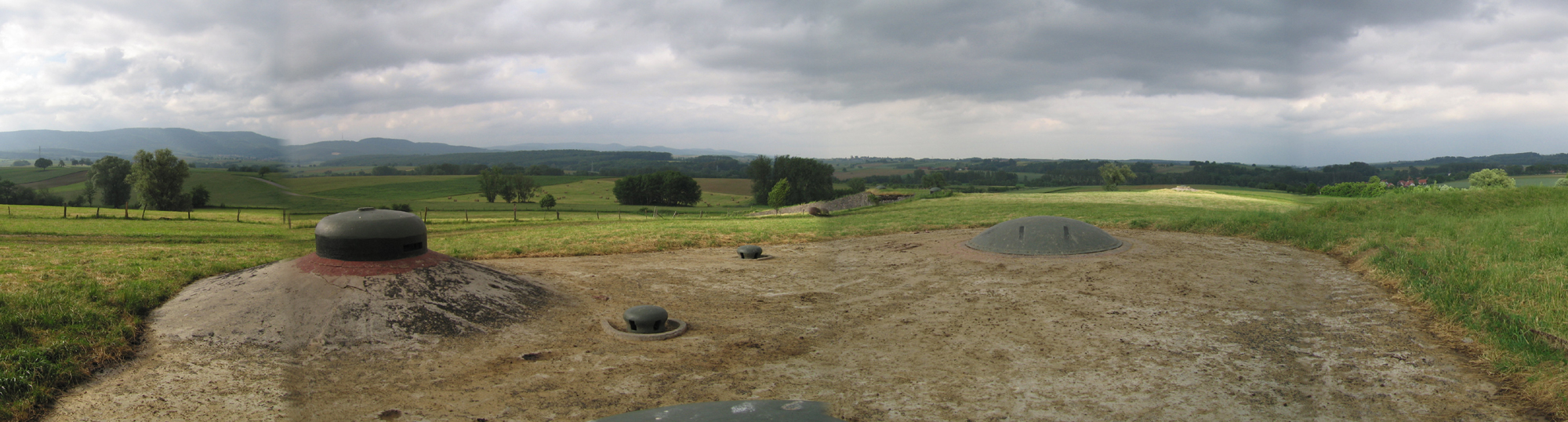
Blick von einer Batterie bei Ouvrage Schoenenbourg im Elsass. Die Geschütztürme sind versenkbar.
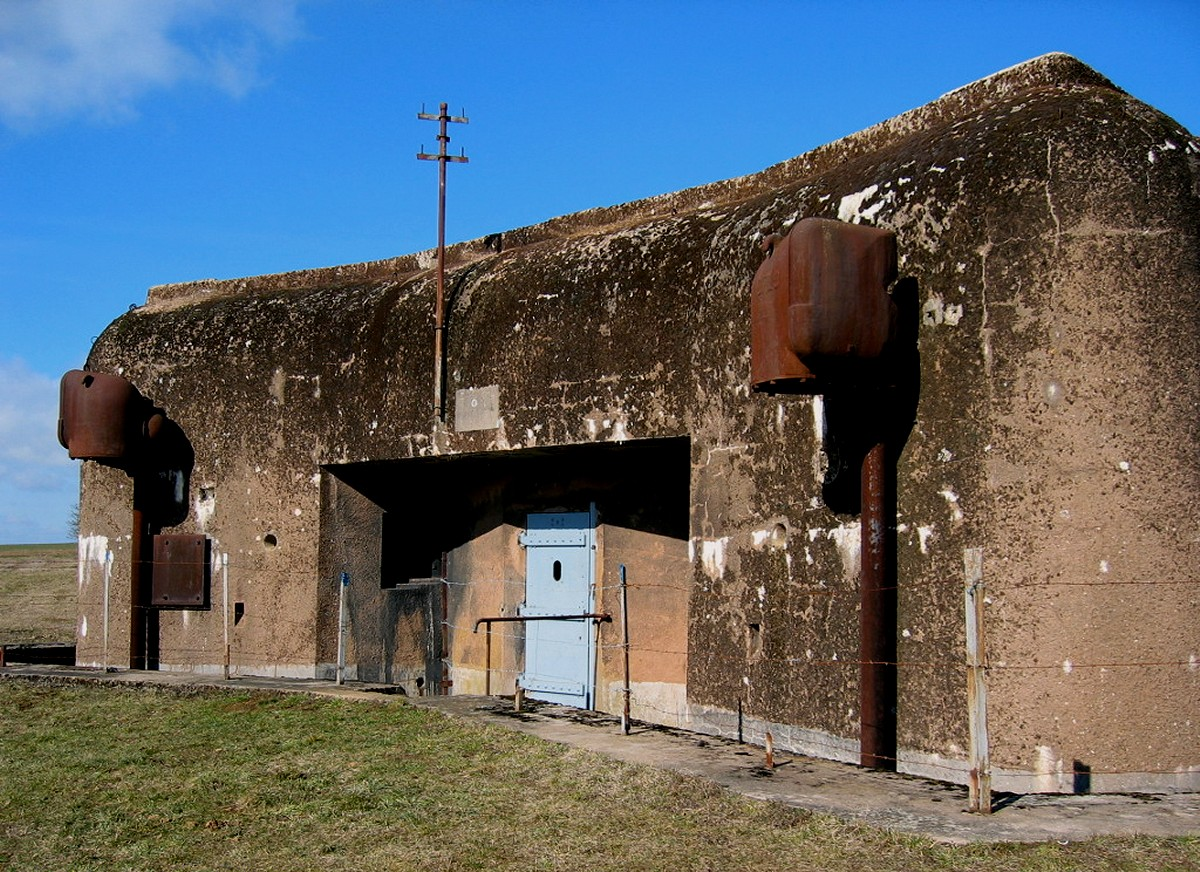
Kasematte Grand Lot nahe Thionville
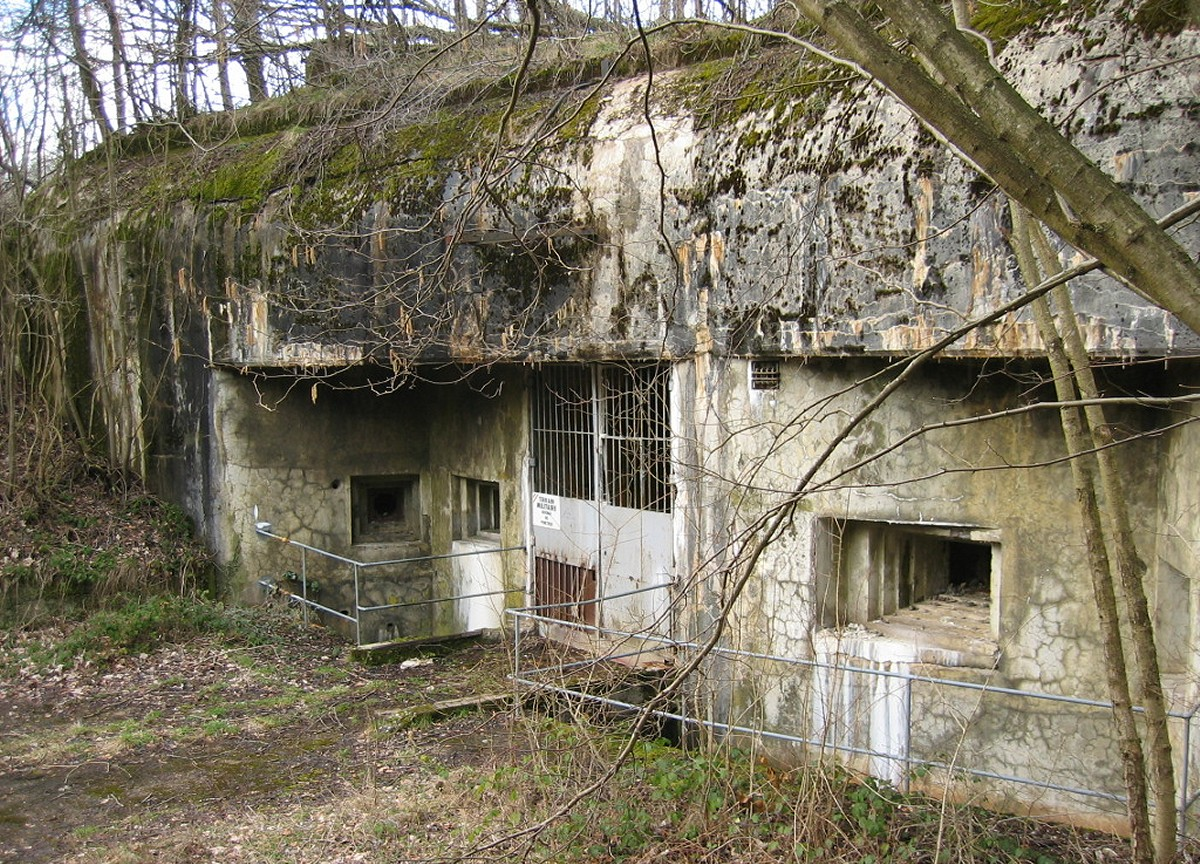
Eingang zum Artilleriewerk Molvange
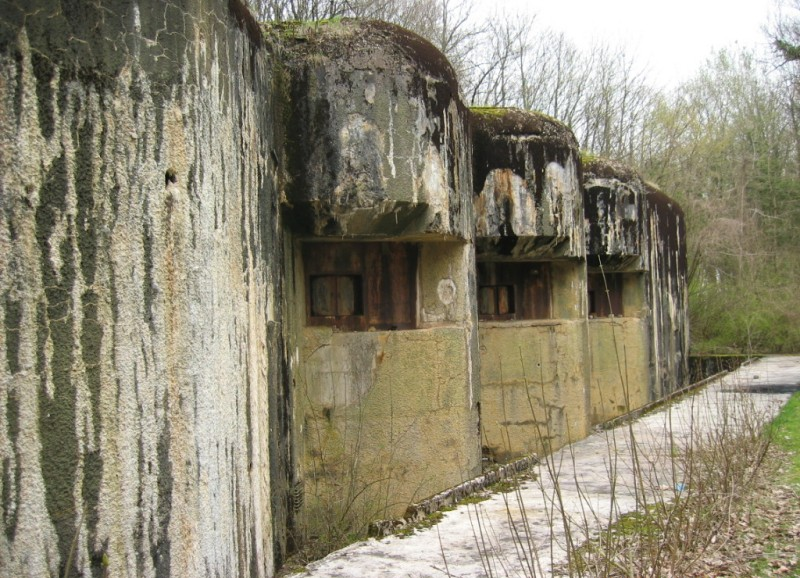
Artilleriewerk Latiremont
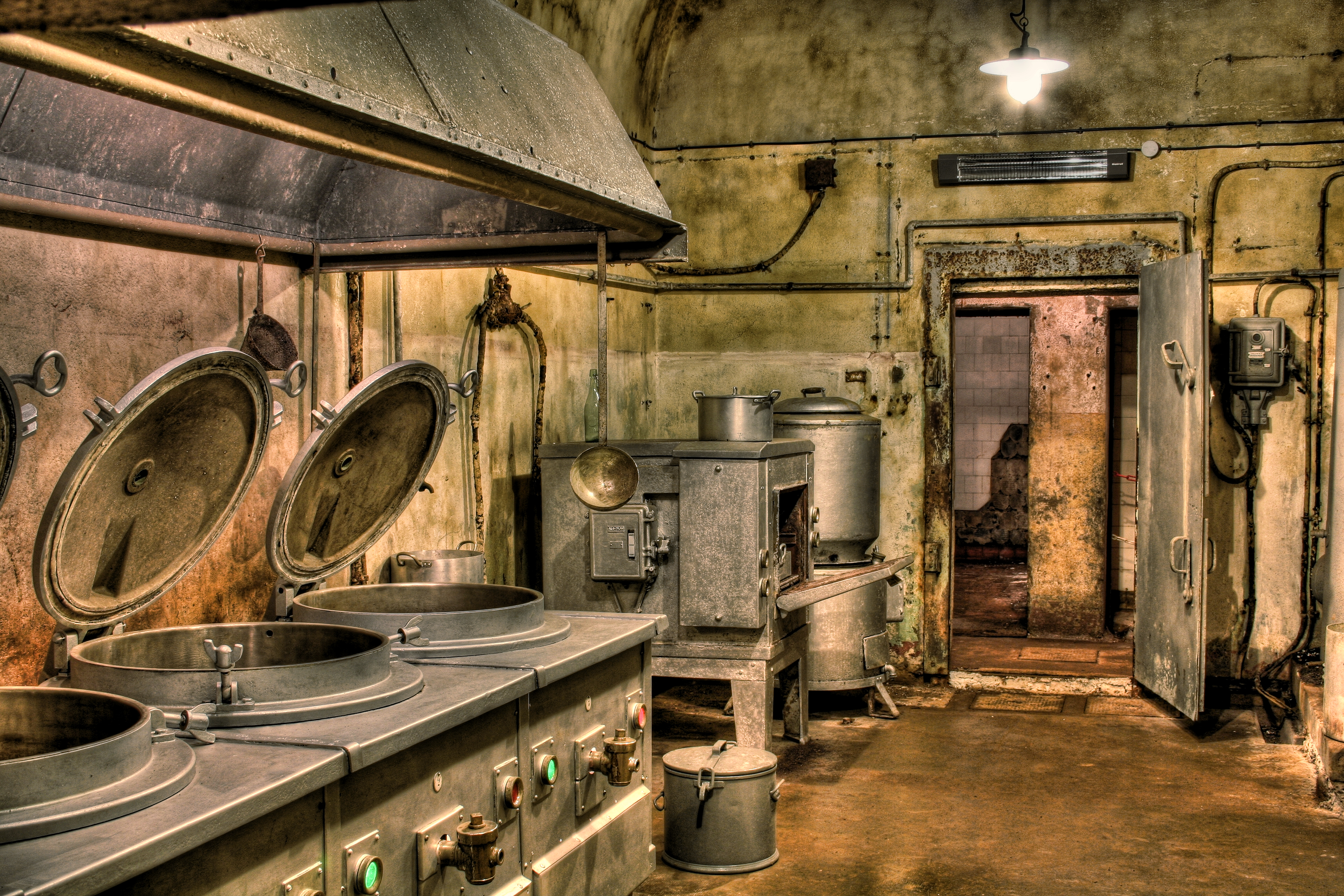
Die Küche des Forts Michelsberg
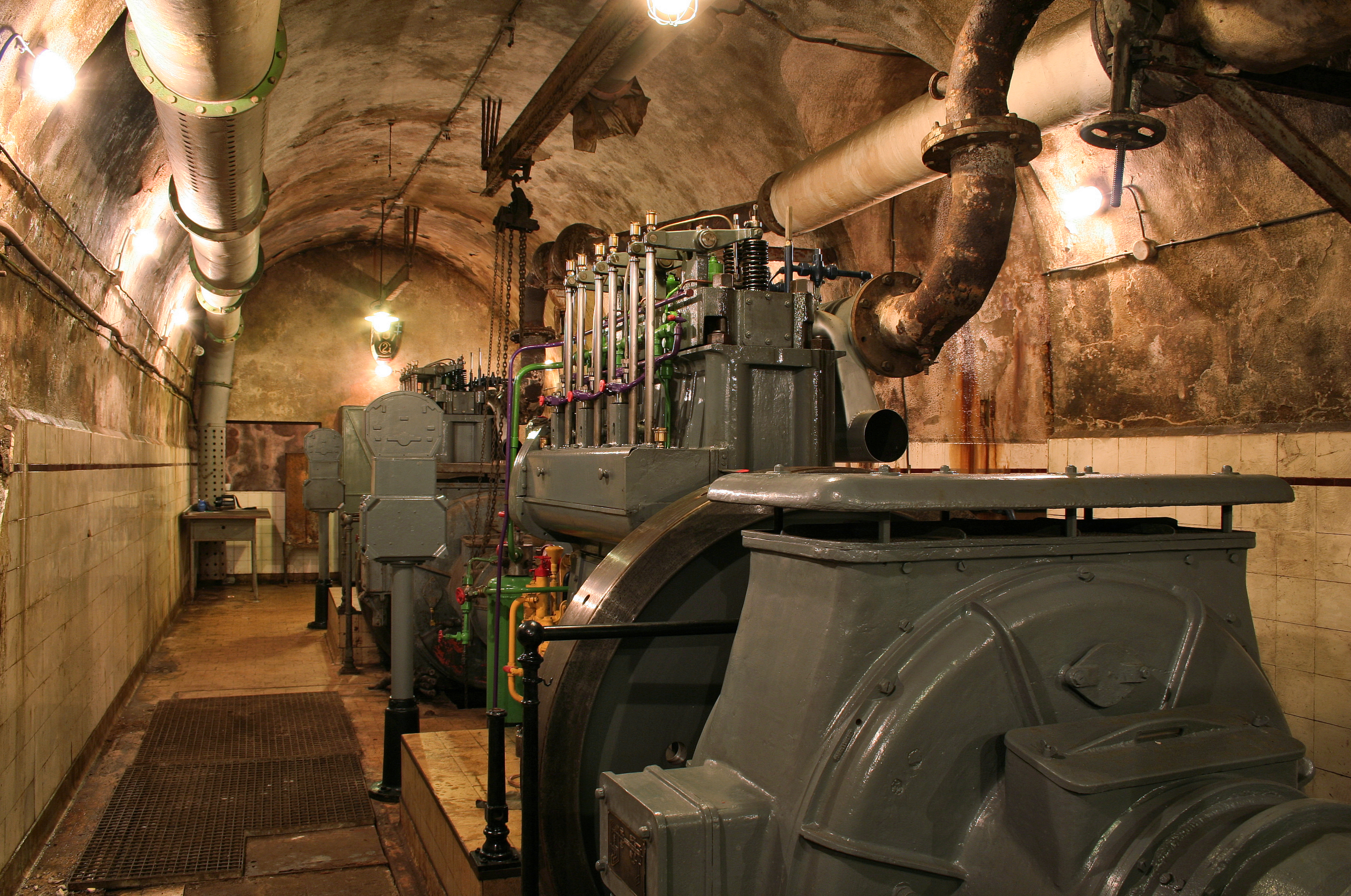
Das teilweise restaurierte Kraftwerk des Forts Michelsberg
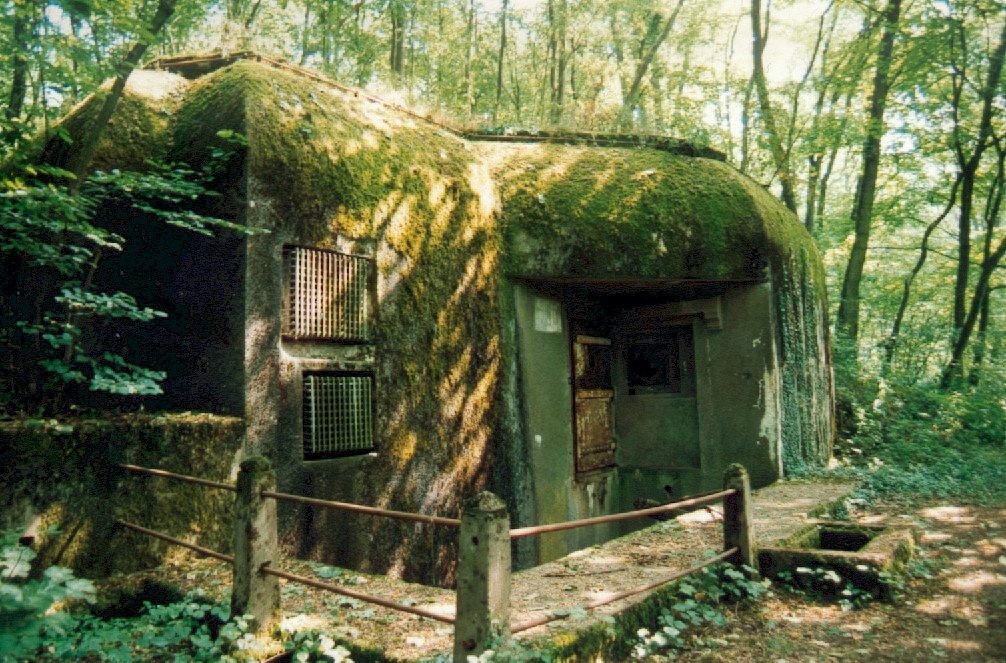
Abri Helmreich
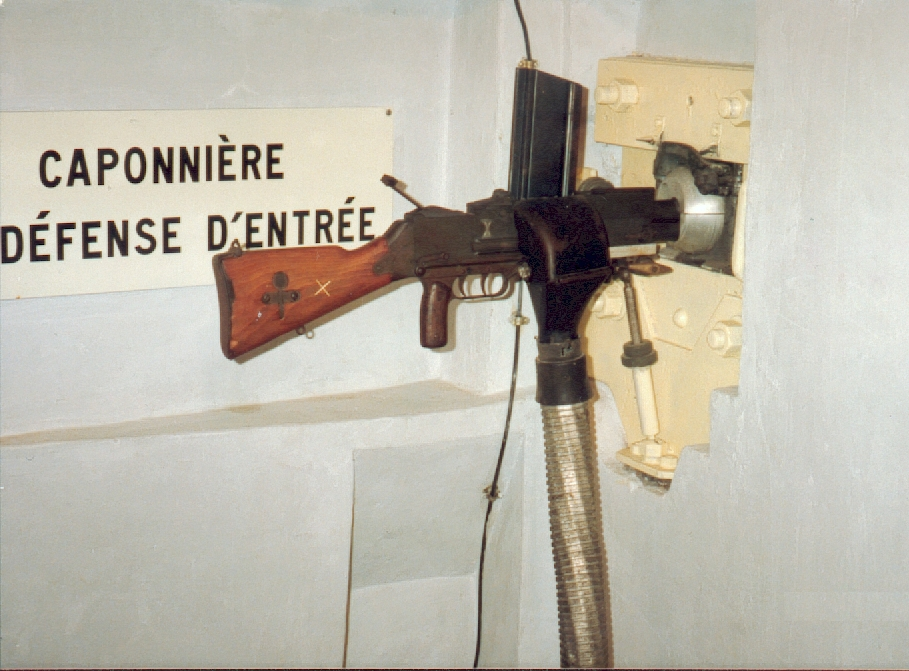
Leichtes Maschinengewehr, Kasematte Marckolsheim-Süd
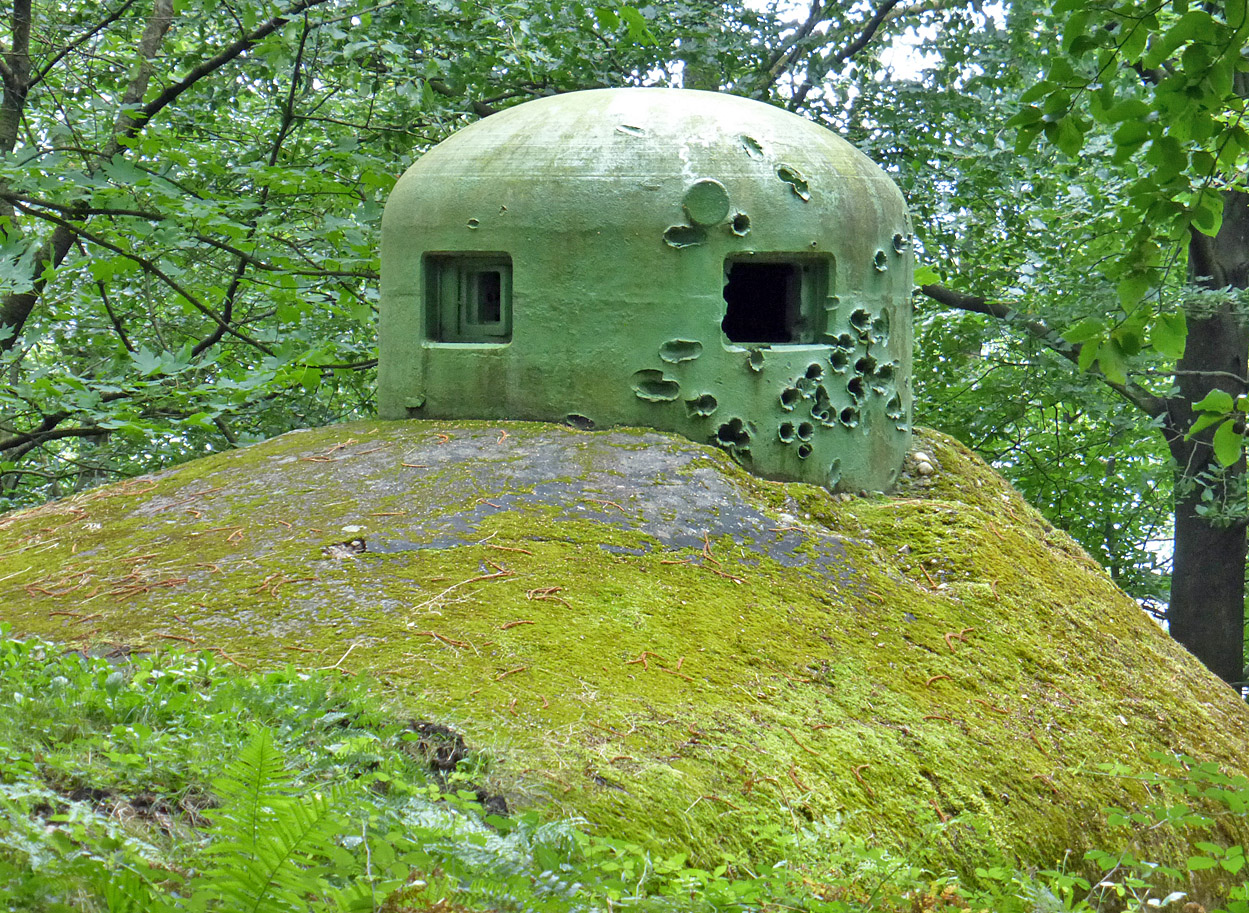
Panzerglocke am Col de Guensthal bei Windstein

## Organisation

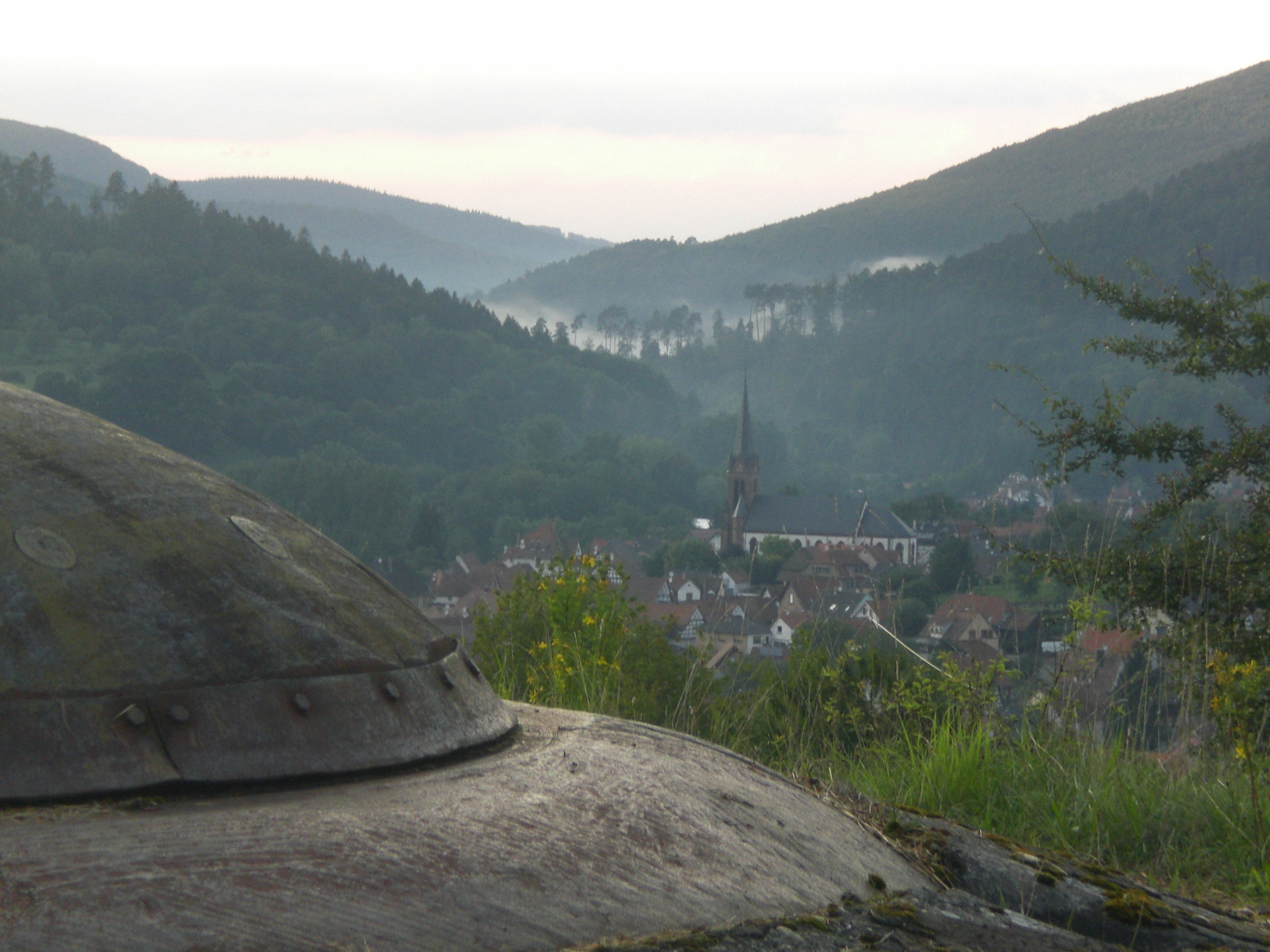
Das Werk Four à Chaux, Blick auf das Dorf Lembach im Elsass

Die Bezeichnung als „Linie“ darf nicht als schmaler Bereich aus Befestigungen missverstanden werden: Das Bunkersystem war bis zu 25 km tief gestaffelt. Es bestand aus einem dem Gelände angepassten System aus Bunkern, Festungen und anderen militärischen Einrichtungen wie Grenzposten, Kommunikationszentralen, Infanterieunterkünften, Barrikaden, Depots, Beobachtungspunkten, Artillerie-, Panzerabwehr- und Maschinengewehrbefestigungen. Diese Anlagen machten das System insgesamt zu einem schwerbewaffneten, aber starren Verteidigungssystem mit eingeschränkter Reichweite und Handlungsspielräumen.
Von der Grenze bis ins Hinterland bestand das System aus:
Grenzposten 
Diese einheitlichen Betonbunker waren meist als normale Wohnhäuser getarnt und wenige Meter von der Grenze entfernt errichtet worden. Sie waren mit Truppen belegt, um Überraschungsangriffe bereits zu Beginn zu verlangsamen. Dazu waren bereits Barrikaden und Sprengstoffladungen gegen Panzer vorbereitet.
Außenposten und Unterstützungslinie 
Etwa fünf Kilometer hinter der Grenze war eine Reihe von Panzerabwehrbunkern errichtet worden, um Panzerangriffe verzögern zu können. Diese Verzögerung sollte erreichen, dass die dahinterliegenden Hauptverteidigungsstellungen rechtzeitig bemannt werden konnten. Diese Stellungen sicherten auch die Hauptverbindungsstraßen innerhalb der Verteidigungsstellungen und zur Grenze.
Festungsabschnitt (frz. Secteur Fortifié) 
In mittelstarkem Ausbau bestand ein solcher Abschnitt vor allem aus etwa 1 km voneinander entfernt gelegenen Kasematten wie etwa an der Rheinfront. Den schweren Ausbau findet man beispielsweise bei Thionville, wo eine fortlaufende Linie von Artillerie- und Infanteriewerken mit dazwischenliegenden Kasematten die Hauptkampflinie bildeten.
Sperrabschnitt (frz. Secteur Défensif) 
Solche Abschnitte stützen sich meist auf schwer überschreitbare Hindernisse wie Anstauungen (Saarabschnitt; siehe z. B. Ouvrage Simserhof) oder waldreiches und bergiges Gelände (Ardennen) und wurden daher zusätzlich nur schwach mit Kleinkampfanlagen und Blockhäusern befestigt.

## Festungstruppen
Das operative Zwischenkriegsdenken Frankreichs wurde von Marschall Henri Philippe Pétain geprägt, dem Generalinspekteur der französischen Armee und späteren Oberhaupt der mit den deutschen Besatzern zusammenarbeitenden französischen Vichy-Regierung. Angesichts der schrecklichen Verluste, die Frankreich bei seinen Offensivoperationen im Ersten Weltkrieg erlitten hatte und gestützt auf persönliche Abwehrerfolge („Held von Verdun“) räumte er der reinen Verteidigung die höchste Priorität ein. Dementsprechend war die französische Armee vor allem defensiv aufgestellt. Die meisten Einheiten waren direkt in oder knapp hinter der Maginot-Linie aufgestellt, so dass relativ wenig Offensivkräfte zur Verfügung standen. Hauptkampfkräfte der zwölf Festungsdivisionen waren die:
RAP (frz. Régiment d’artillerie de Position) Festungsartillerie-Regimenter 

RIF (frz. Régiment d’infanterie de Forteresse) Festungsinfanterie-Regimenter 

## Befestigungsanlagen

### Typen
Artilleriewerk (französisch Gros Ouvrage) 

Munitionseingang zu einem Artilleriewerk

Innerhalb der Maginot-Linie stellten diese Werke die größten Befestigungsanlagen dar. Immer findet sich hier die große räumliche Trennung zwischen Kampfblöcken und Eingangsanlagen, um abseits vom Gefecht neue Mannschaften und Munition nachführen zu können. Zwischen 250 und 1100 Mann waren darin untergebracht und konnten dank eigener Stromversorgung, großen Vorräten an Lebensmitteln, Trinkwasser, Kraftstoff und Munition für längere Zeit völlig autark den Feuerkampf führen. Bestehend aus 4 bis 17 Kampfblöcken verfügten diese Anlagen je nach ihrem Auftrag über eine bestimmte Anzahl von 75-mm-Kanonen, 135-mm-Haubitzen und 81-mm-Granatwerfern.
Beobachtungsbunker (französisch Observatoire) 

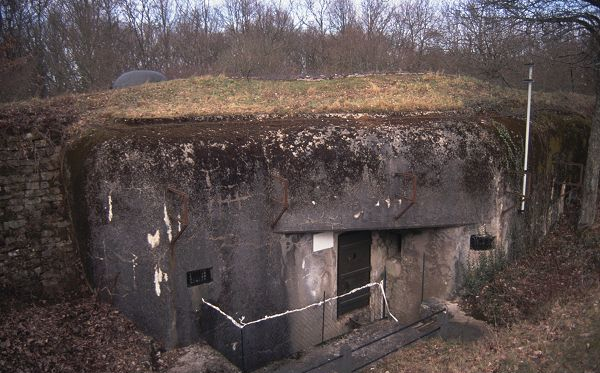
Beobachtungsbunker Boust

Als die eigentlichen Augen der Maginot-Linie waren diese auf erhöhter Position erbauten Bunker mit etwa 3,5 m dicken Betondecken versehen, um auch stärkstem Artilleriebeschuss standzuhalten. Neben Fernsprech- und zum Teil auch Funkausstattung waren Beobachtungsglocken zum Leiten des Artilleriefeuers vorhanden.

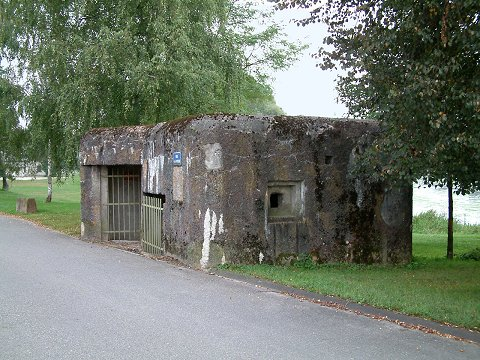
Blockhaus bei Auenheim

Blockhaus (frz. Blockhaus) 

Als Blockhaus wurde bei der Maginot-Linie ein einstöckiger Betonbunker mit geringer Wandstärke bezeichnet, in denen höchstens ein Bereitschaftsraum neben den Kampfräumen vorhanden war. Die Waffen wirkten flankierend zum Schutz der Nachbarwerke. Die mit maximal 16 Mann belegten Bunker verfügten nur über Handlüfter zum Gasschutz und Petroleumleuchten.
Großunterstand (französisch Abri) 

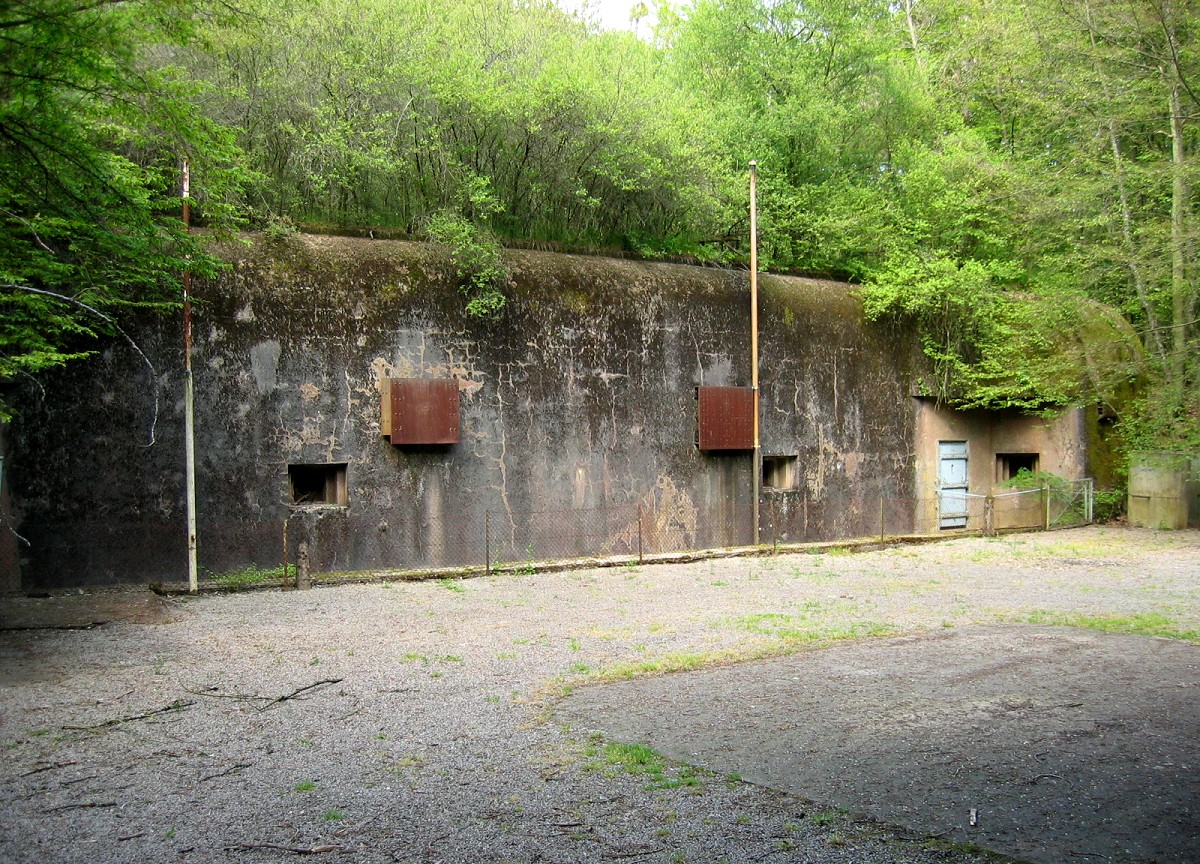
Großunterstand Zeiterholz

Bis zu 250 Mann konnten in diesen betonierten Kasernen untergebracht werden. Sie gehörten zu den Intervalltruppen, die als bewegliche Einheiten zwischen den eigentlichen Festungswerken operieren sollten. In diesen Großbunkern, die es in einer oberirdischen (frz. abri de surface) und unterirdischen Variante (frz. abris-cavernes) gab, waren Ruhe- und Bereitschaftsräume, Gasschutzfilteranlage, Stromaggregat, Küche und Frischwassertank vorhanden.
Infanteriewerk (französisch Petit Ouvrage) 

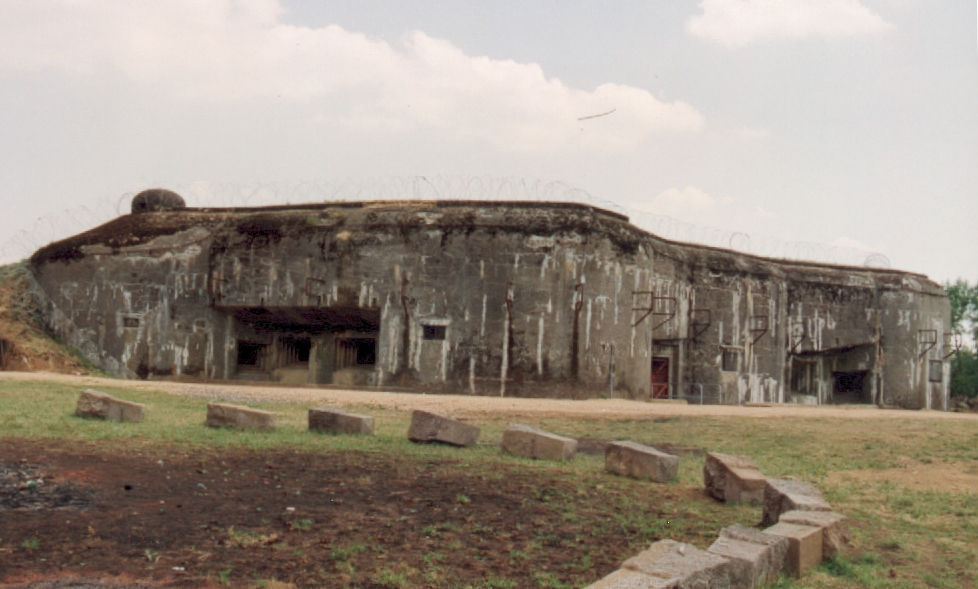
Infanteriewerk Bois du Four

In die Infanteriewerke der Maginot-Linie waren als Artilleriewaffen nur ganz vereinzelt 81-mm-Granatwerfer eingebaut worden. Alle besaßen hingegen mindestens ein MG oder einen 25-mm-Pak/MG-Turm. Insgesamt waren diese nur mit zwischen 35 und 230 Mann belegten Anlagen wesentlich schwächer bewaffnet als die Artilleriewerke. Manche von ihnen waren für einen späteren Ausbau ausgelegt, zu dem es wegen finanzieller Restriktionen jedoch nicht mehr kam. Auch diese Werke waren mit Ruheräumen, Küche, eigener Stromversorgung usw. ausgestattet.
Kasematte (französisch Casemate) 

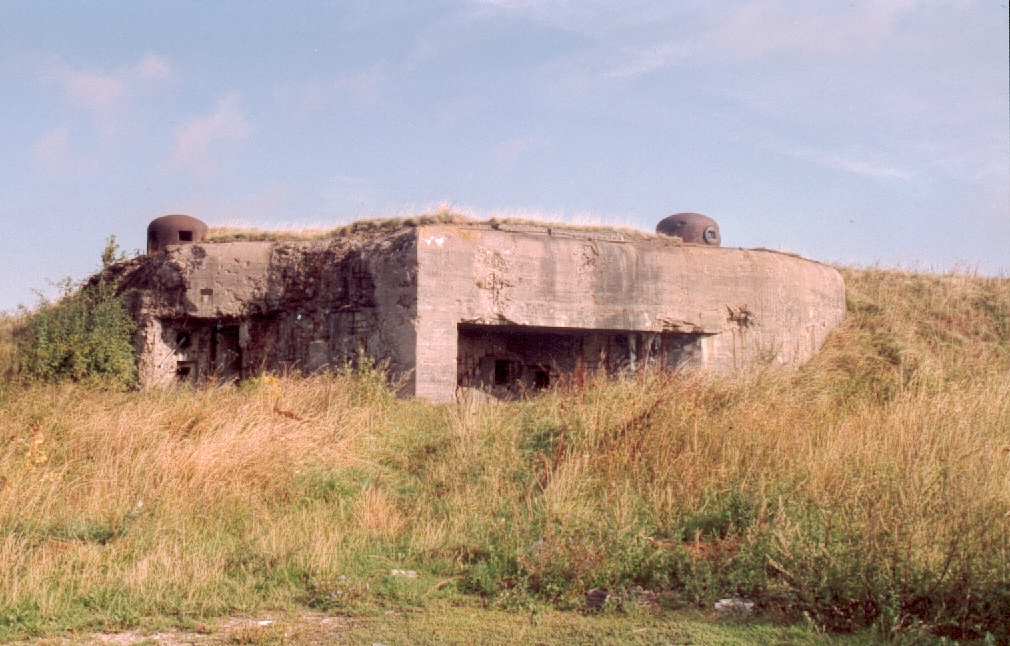
Kasematte Quatre Vents

Eine Kasematte stellte innerhalb der Maginot-Linie eine selbstständige, meist zweistöckige Kampfanlage dar. Für die bis zu 50 Mann Besatzung waren Ruhe- und Bereitschaftsräume, Gasschutzfilteranlage, Stromaggregat, Küche und Frischwassertank vorhanden. Die Waffen wirkten flankierend zum Schutz der Nachbarwerke.
Kleinkampfanlage (französisch Abri de tir) 

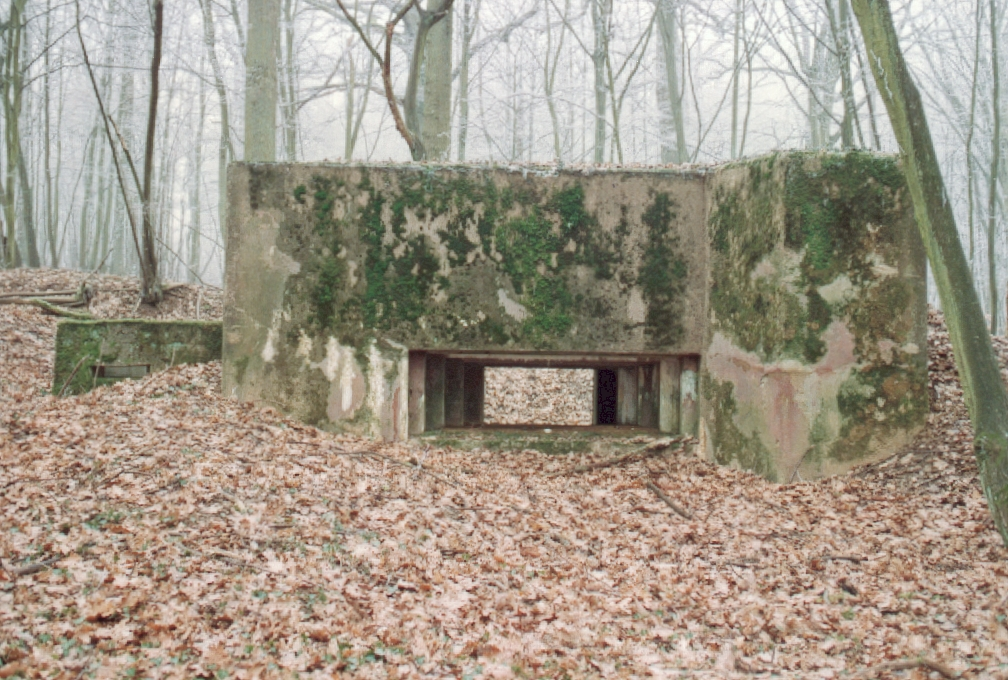
Kleinkampfanlage bei Cattenom

Die verschiedenen Typen der Kleinkampfanlagen in der Maginot-Linie bestanden alle nur aus dem eigentlichen Kampfraum für MG oder Pak. Ruhe- oder Bereitschaftsräume für die Mannschaften waren nicht vorgesehen. Stromanschluss oder Gasschutz fehlten ebenso.

### Bezeichnungen der Kampfblöcke
Bei den großen Befestigungsanlagen der Maginot-Linie, den Artilleriewerken (frz. Gros Ouvrage), unterschied man früher meist nur nach Kampfblöcken (frz. blocs de combat) und den Eingangsblöcken (frz. entrées). Die einen stellen das Herzstück der Festung dar, aus denen der Feuerkampf geführt wurde, die anderen sind weit davon abgesetzt zur Nachführung von Mannschaften und Munition gedacht. In neueren Veröffentlichungen werden die Kampfblöcke weiter unterteilt:
Artilleriebunker

Bunkerdecke schließt bodengleich ab

Panzerglocke auf einem Infanteriebunker

Dieser Block verfügt nur über Turmgeschütze (75, 81 oder 135 mm), und die Bunkerdecke schließt mit der Oberfläche ab – alle weiteren Teile der Anlage (Bereitschaftsräume, Munitionsvorrat usw.) sind unterirdisch angeordnet.
Artilleriekasematte

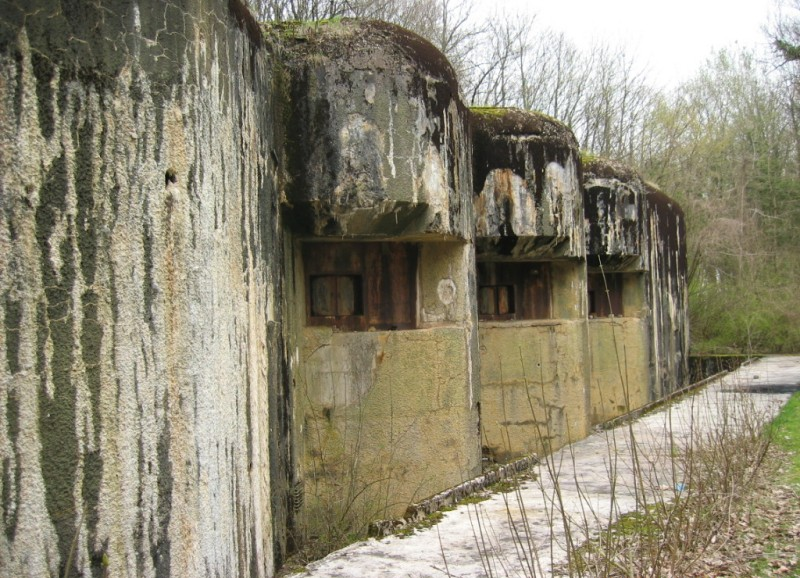
3× 75-mm-Kasemattengeschütze

Bei einem solchen Block befindet sich der Kampfraum vollständig über der Erde. Seine Artilleriewaffen (75, 81 oder 135 mm) wirken nur flankierend zum Schutz der Nachbarwerke. Da sie so dem direkten Beschuss entzogen sind, ragen sie ständig aus der Betonscharte heraus. Oftmals sind hier drei 75-mm-Kanonen nebeneinander angeordnet.
Infanteriebunker

Dieser Block verfügt nur über Panzerglocken. Die Bunkerdecke schließt mit der Oberfläche ab – alle weiteren Teile der Anlage (Bereitschaftsräume, Munitionsvorrat usw.) liegen unterirdisch. Solche Bunker waren nur mit leichten Maschinengewehren bewaffnet.
Infanteriekasematte

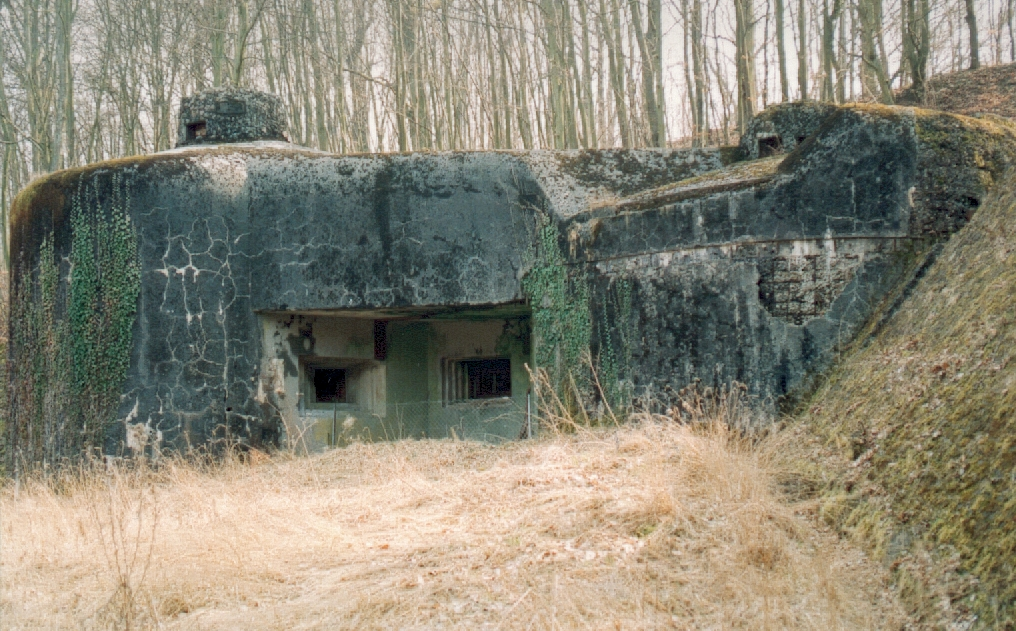
Kasematte für Pak und MG

Ein solcher Block war mit Panzerabwehrkanonen und schweren Zwillingsmaschinengewehren, die flankierend zum Schutz der Nachbarwerke wirkten, ausgestattet. In einigen waren zusätzlich MG- oder 25-mm-Pak/MG-Türme eingebaut. Auf diesen Kasematten befanden sich mehrere Panzerglocken mit Maschinengewehren.

### Bewaffnung und Optik
| Turm- und Kasemattengeschütze |                              |
|                               | Aus- und Einfahren des Turms |

| Bezeichnung                 | Waffentyp | Reichweite | Turmgewicht | Kadenz | Beispiele                                         | Beispiele           |
| 75-mm-Turm oder -Kasematte  | Kanone | 9,5–12 km | 189–265 t | 13 S/min |                                                   |                     |
| 75-mm-Turm oder -Kasematte  | Kanone | 9,5–12 km | 189–265 t | 13 S/min | Turm                                              | Kasematte           |
| 81-mm-Turm oder -Kasematte  | Granatwerfer | 3,5 km | 125 t | 15 S/min |                                                   |                     |
| 81-mm-Turm oder -Kasematte  | Granatwerfer | 3,5 km | 125 t | 15 S/min | Kasematte von außen (die beiden unteren Scharten) | Kasematte von innen |
| 135-mm-Turm oder -Kasematte | Haubitze | 5,6 km | 163 t | 6 S/min |                                                   |                     |
| MG-Turm                     | MAC-31 | | 96 t | 450 S/min |                                                   |                     |
| 25-mm-Pak/MG-Turm           | 25-mm-Pak und MAC-31 | 3 km / 450 m | 135 t | 20 / 450 S/min |                                                   |                     |
| 37/47-mm-Pak                | Panzerabwehrkanone | 3 km | | 15 S/min |                                                   |                     |
| 47-mm-Pak / 1 × ZMG         | Die Pak (Canon de 47 mm AC modèle 1934) war an einer Laufschiene an der Decke befestigt und konnte zurückgezogen werden, anschließend wurde das Zwillings-MG in die Scharte eingeklappt. | Die Pak (Canon de 47 mm AC modèle 1934) war an einer Laufschiene an der Decke befestigt und konnte zurückgezogen werden, anschließend wurde das Zwillings-MG in die Scharte eingeklappt. | Die Pak (Canon de 47 mm AC modèle 1934) war an einer Laufschiene an der Decke befestigt und konnte zurückgezogen werden, anschließend wurde das Zwillings-MG in die Scharte eingeklappt. | Die Pak (Canon de 47 mm AC modèle 1934) war an einer Laufschiene an der Decke befestigt und konnte zurückgezogen werden, anschließend wurde das Zwillings-MG in die Scharte eingeklappt. |                                                   |                     |

Glocken oder Kuppeln
Die Stahlpanzerung wies eine Stärke von 20 bis 30 cm auf, das Gewicht lag zwischen 11 und 35 t.
| Bezeichnung | französisch                    | Bemerkung | Beispiele |
| AM-Glocke   | Arme mixte                     | In diese Glocke war eine sogenannte Kombinationswaffe mit 25-mm-Panzerabwehrkanone (Pak) und einem Maschinengewehr eingebaut.                                               |           |
| GFM-Glocke  | Guetteur fusil mitrailleur     | In die Scharten dieser Glocke konnten wahlweise eine Optik zum Beobachten, ein leichtes Maschinengewehr (MAC-24/29) oder ein leichter 50-mm-Granatwerfer eingesetzt werden. |           |
| JM-Glocke   | Jumelage mitrailleuse          | In diese Glocke war ein schweres Zwillingsmaschinengewehr (MAC-31) fest eingebaut.                                                                                          |           |
| LG-Glocke   | Lance-grenade                  | Diese Glocke war für die 50-mm- und 60-mm-Granatwerfer vorgesehen, doch wurden diese Waffen nicht mehr rechtzeitig ausgeliefert.                                            |           |
| VDP-Glocke  | Vision directe et periscopique | Aus dieser Glocke konnte direkt aus einem schmalen Sehschlitz mit entsprechender Optik oder mit einem ausfahrbaren Periskop beobachtet werden.                              |           |

## Legenden
Der rasche Zusammenbruch im Juni 1940 beschädigte den Ruf der zuvor hoch eingeschätzten französischen Streitkräfte nachhaltig. Spott, Geringschätzung und Unterstellungen waren die Folge, auch von Seiten der anglo-amerikanischen Verbündeten. So hält sich bis heute die Legende, beim Bau der Maginot-Linie seien Geschützforts wegen Fehlplanungen
- „falsch herum“, also mit Schussrichtung ins französische Hinterland, oder
- mit begrenztem Richtbereich, so dass die deutschen Truppen, welche die Linie nach Umgehung von hinten angingen, nicht beschossen werden konnten,

oder
- mit rückseitig offenen Eingangsbereichen gebaut worden

Zuletzt wurde dies in dem Buch Dude, Where’s My Country? (Volle Deckung, Mr. Bush) von Michael Moore verbreitet.
Hierzu ist festzustellen, dass die Maginot-Linie, damals auf dem höchsten Stand der technischen Möglichkeiten, aber nicht der klassischen Fortifikationskunst, natürlich auch ins Hinterland ausgerichtete Forts hatte, um andere Werke decken zu können. Dass die rückwärtigen Eingangsbereiche schwach fortifiziert wurden, liegt an den Erfahrungen aus dem Ersten Weltkrieg, in dem es schwierig und verlustreich war, vom Feind eingenommene Befestigungen zurückzuerobern. Dass die Linie falsch herum gebaut worden wäre oder ihre Geschütze nur unzureichend hätten rotieren können, ist falsch – dennoch konnte die Linie als ganzer gedachter Funktionsträger letztlich fast nichts zur Verteidigung Frankreichs beitragen, was solche Legenden begünstigen mag.

## Doku-Filme
- SWR (2022): Die Maginot-Linie – Frankreichs Verteidigungsbollwerk (45 Minuten, online bei youtube)[13]